# Raión de Saligorsk
Saligorsk (en bielorruso: Салігорскі раён) es un raión o distrito de Bielorrusia, en la provincia (óblast) de Minsk. 
Comprende una superficie de 2 489 km².
El centro administrativo es la ciudad de Saligorsk.

## Demografía
Según estimación 2010 contaba con una población total de 136 145 habitantes.

## Subdivisiones
Comprende la ciudad subdistrital de Saligorsk, los asentamientos de tipo urbano de Starobin y Chyrvónaya Slabadá y nueve consejos rurales:
- Aktsiabr
- Hotsk
- Damánavichy
- Dóuhaye
- Zazhévichy
- Kapatsévichy (con capital en Novapaleski)
- Krasnadvortsy
- Jórastava
- Zhabin